# Nu Cephei
Désignations
Nu Cephei (en abrégé ν Cep) est une étoile supergéante de quatrième magnitude de la constellation boréale de Céphée. C'est une variable pulsante de type α Cygni située à environ 1 450 pc (∼4 730 al) de la Terre.
Nu Cephei est une supergéante blanche de type spectral A2Iab. Elle est membre de l'association OB2 de Céphée (it), une association OB qui inclut également des étoiles comme μ Cephei ou VV Cephei. Elle a commencé sa vie comme une étoile d'approximativement 20 M☉ il y a environ huit millions d'années,. Elle a maintenant épuisé les réserves en hydrogène qui étaient contenues dans son cœur et elle s'est étendue et refroidie en devenant une supergéante. Des analyses d'abondances élémentaires indiquent qu'elle n'a pas encore traversé une phase de supergéante rouge, ce qui aurait entraîné la convection des produits de fusion vers la surface lors d'un dredge-up.
Nu Cephei est aujourd'hui environ 15 fois plus massive que le Soleil, 137 fois plus grande et 100 000 fois plus lumineuse. Sa grande taille et sa grande luminosité font qu'elle est légèrement instable et qu'elle produit des pulsations irrégulières. C'est une caractéristique courante au sein des supergéantes de type A et B, qui sont décrites comme les variables de type α Cygni. Sa magnitude apparente varie au plus d'un dixième, entre 4,25 et 4,35.